# Upplands runinskrifter 296
Upplands runinskrifter 296 är en vikingatida runsten av skarpt rödfärgad sandsten i Skånela kyrka, Skånela socken och Sigtuna kommun. Stenen är inmurad på utsidan av kyrkans västra gavel, knappt en meter ovanför marken. Runstenen är ungefär en meter hög och en meter bred. Runslingan är 6-9 centimeter bred. Ristningen är i gott skick förutom de första runorna. Stenen satt förut i kyrkans västra gavel men plockades ut 1995 och förvaras nu i vapenhuset.

## Inskriften
Translitterering av runraden:
inkiualtr ' ok ' kislauh ' litu ' hkua ' staina ' eftr ' inkimunt ' sun sin
Normalisering till runsvenska:
Ingivaldr ok Gislaug letu haggva stæina æftiʀ Ingimund, sun sinn.
Översättning till nusvenska:
Ingevald och Gislög läto hugga stenarna efter Ingemund, sin son.
Ristningen nämner att det handlar om två stenar. Var den andra är belägen är inte känt.